# Blüemlisalp
Die Blüemlisalp, manchmal auch Blümlisalp geschrieben, ist ein stark vergletschertes Bergmassiv der Berner Alpen in der Schweiz.

## Geographie
Der Bergstock trägt von West nach Ost mit
- dem Oeschinenhorn (3486 m ü. M.)
- dem Blüemlisalphorn (3660 m ü. M.)
- der Wyssi Frau (»Weisse Frau«, 3648 m ü. M.)
- dem Morgehorn (»Morgenhorn«, 3620 m ü. M.)

vier ausgeprägte Gipfel, deren Verbindungsgrat oft überschritten wird (ausgeprägte Wechten). Diesen Hauptgipfeln sind auf der Nordseite mit dem Blüemlisalp-Rothorn (3297 m), dem Stock (»Ufem Stock«, 3222 m) und der Wildi Frau (»Wilde Frau«, 3274 m) drei weitere Gipfel vorgelagert. Während die Nordseite durch Firnfelder dominiert wird, die von weither aus dem Schweizer Mittelland und bei klarer Sicht selbst von den höheren Gipfeln des Schwarzwaldes aus sichtbar sind, fällt die Südflanke in steilen Felswänden auf den rund 1000 m tiefer liegenden Kanderfirn ab.
Die Blüemlisalp liegt ganz auf Berner Boden und ist dem Hauptkamm der Berner Alpen, der weiter südlich über das Balmhorn zieht, nördlich vorgelagert. Weiter westlich hängt das Massiv über das Fründenhorn mit der Doldenhorngruppe zusammen. Im Osten folgt jenseits des Einschnitts der Gamchilücke das Gspaltenhorn im Gratverlauf.
Die grossen Firn- und Gletscherfelder der Blüemlisalp-Nordseite fliessen über den Blüemlisalpgletscher ab, der über den Oeschinensee in die Kander entwässert. Im Südosten des Berges liegt der Kanderfirn, aus dessen Alpetligletscher genannter Zunge die Kander im oberen Gasterental entspringt. Im Nordosten befindet sich der Gamchigletscher, dessen Wasser via Gamchibach, Gornerewasser und Chiene (Kiental) ebenfalls in die Kander fliesst.

## Alpinistisches
- Erstbesteigung: Der Gipfel des Blüemlisalphorns wurde am 27. August 1860 durch Melchior Anderegg (Führer), Robert Liveing, Fritz Ogi (Führer), P. Simond (Führer), Leslie Stephen und J. K. Stone erstmals betreten.
- Der heutige Normalanstieg führt von der Blüemlisalphütte (2834 m) des Schweizer Alpen-Clubs (SAC) zunächst in südlicher Richtung über den östlichen Arm des Blüemlisalpgletschers gegen die Nordhänge von Morgenhorn und Weisser Frau. Zwischen Stock und Weisser Frau wendet man sich nach Südwesten und steigt etwas in die Firnmulde unterhalb der Blüemlisalphorn-Nordwand ab. Jenseits der Mulde wird der Rothornsattel in einem steileren Eisanstieg erreicht. Vom Sattel steigt man den anfangs felsigen und nicht leichten Nord-West-Grat hinan (abwärts geschichtete Platten, oft bei Vereisung heikel, Sicherungsstangen vorhanden). Im oberen Teil folgt man dem hier schneebedeckten Grat bis zum Gipfel (Gipfelwechte nicht betreten!). Ca. 5 Stunden von der Blüemlisalphütte. Der Weiterweg über die Weisse Frau zum Morgenhorn (Blüemlisalp-Überschreitung zurück zur Blüemlisalphütte) stellt nochmals deutlich höhere Anforderungen und ist nur versierten Alpinisten anzuraten.
- In der 450 m hohen eisgepanzerten Blüemlisalphorn-Nordwand wechseln sich bis zu 70° steile Passagen mit flacheren Wegstücken ab. Die Wand weist eine mittlere Steilheit von etwa 45° auf. Die Schwierigkeiten hängen stark von den Eisverhältnissen ab. Die Blüemlisalphorn-Nordwand wurde am 1. Juli 1924 von Willy Richardet, Walter Amstutz und Hermann Salvisberg erstmals durchstiegen.
- Die Anstiege von der Südseite führen durch eher brüchigen Fels und sind daher von untergeordneter alpinistischer Bedeutung.

Von Kandersteg im Kandertal führt eine Höhenwanderung am Oeschinensee vorbei zum Pass Hohtürli, und weiter über die Sefinenfurgge ins Sefinental. Dabei passiert man die Zunge des Blüemlisalpgletschers und den wilden Gamchikessel. Knapp über der Passhöhe von Hohtürli bietet sich die Blüemlisalphütte als hochalpiner Stützpunkt an. Die Hütte kann auch aus dem nördlich gelegenen Kiental erreicht werden.

## Sage
An den Namen «Blüemlisalp» erinnert in mehreren Varianten eine Sage, in der menschlicher Hochmut schlimme Folgen hat:
Früher soll die Blüemlisalp eine der besten und ertragreichsten Alpen weit und breit gewesen sein und der Senn, der sie bewirtschaftete, wurde von Jahr zu Jahr reicher und reicher. Eines Tages holte er sich eine junge, hochmütige Magd ins Haus. Damit ihre Füsse nicht schmutzig wurden, baute der Senn ihr aus Käselaiben einen Weg ums Haus, füllte die Fugen mit Butter und wusch jeden Morgen mit frischer Milch den Dreck von den Stufen.
Die Mutter des Sennen hörte von diesem Tun und stieg auf die Alp, um ihren Sohn von seinem Tun abzubringen. Müde und durstig erreichte sie die Hütte. Aber der Bursche lachte die Mutter nur aus, und auf Geheiss seiner Geliebten reichte er ihr eine Schale mit verdorbener Milch. Empört erhob sich die Mutter und sprach einen Fluch aus: "Gott strafe euch, ihr Frevler! Der Berg soll euch mit Eis bedecken und du und deine Kathrin und deine Herde sollen für immer darunter begraben werden!" Dann nahm sie ihren Stab und stieg ins Tal zurück.
Kaum hatte sie die Alp verlassen, türmten sich schwarze Wolken um den Berg und ein dumpfes Grollen war zu hören. Mächtige Fels- und Eisbrocken stürzten von den Gipfeln hinunter auf die Alp und bedeckten Mensch und Tier. Von nun an blieb die Blüemlisalp weiss und kalt, und noch heute soll man in klaren Nächten die Schreie des sündigen Sohnes und das panische Brüllen der Kühe hören.

## Vermischtes

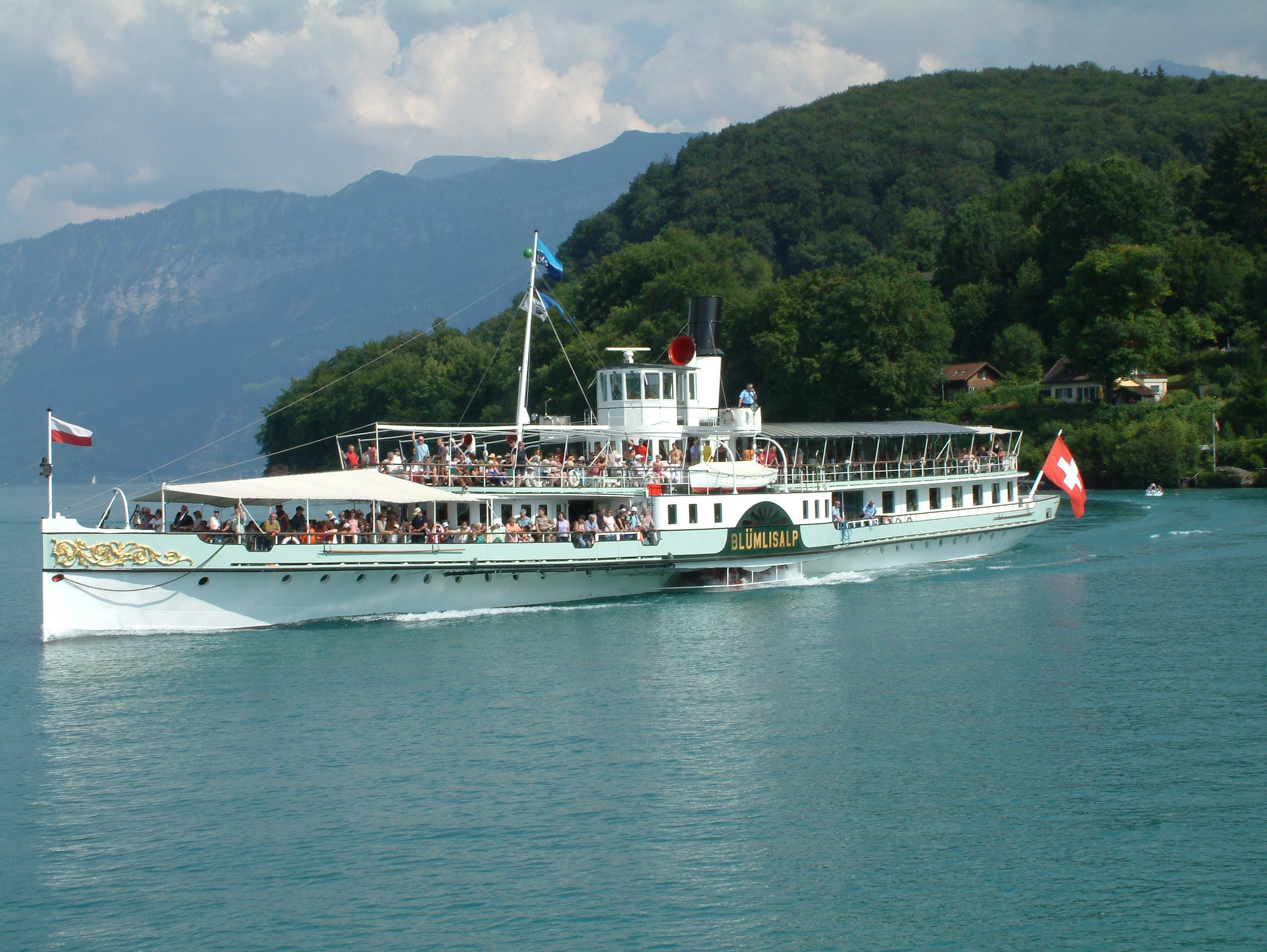
Schaufelraddampfer Blüemlisalp

- In seiner Kurzgeschichte Winterkrieg in Tibet beschreibt Friedrich Dürrenmatt die Blüemlisalp als grossen Bunker, wo die Schweizer Abgeordneten ungestört ihre Tätigkeit fortsetzen können, während vor der Tür Weltkrieg herrscht.
- Die Blüemlisalp wird im Hit Alperose von Polo Hofer besungen.
- Nach der Blüemlisalp sind der Schaufelraddampfer Blümlisalp auf dem Thunersee und die Thuner Sektion des Schweizer Alpen-Clubs SAC benannt.
- Seit 2004 findet der Blüemlisalp-Lauf statt, ein 10-Meilen-Berglauf mit 720 m Höhendifferenz.

## Bilder

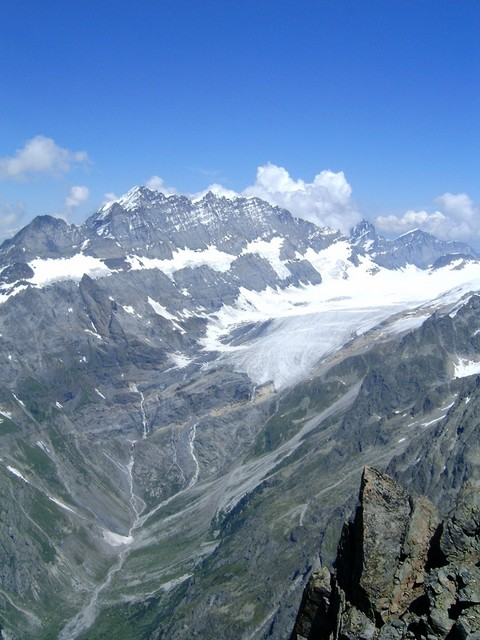
Blüemlisalp-Südflanke oberhalb des Kanderfirns
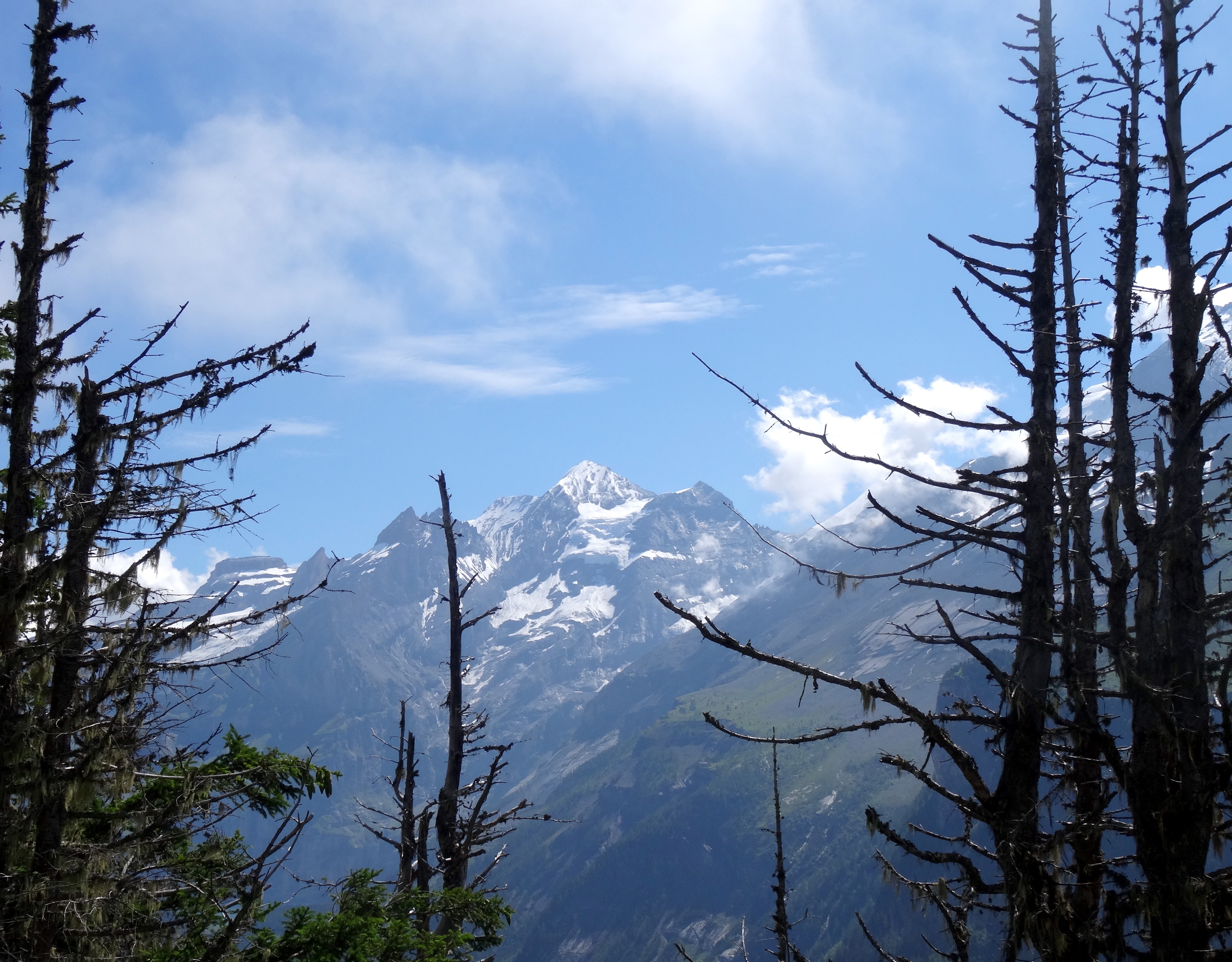
Ansicht von der Allmenalp aus
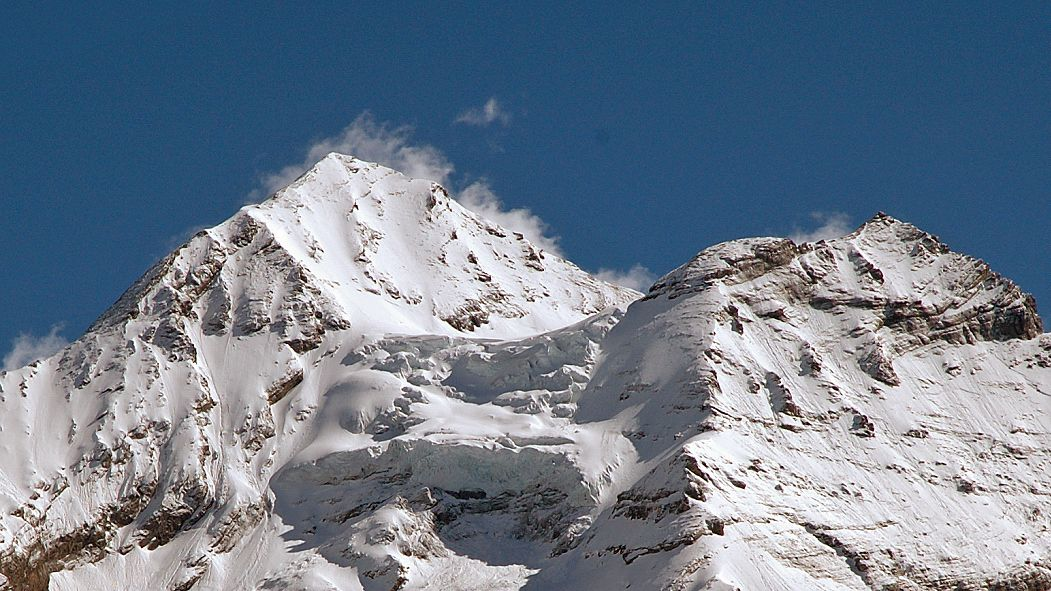
Gipfel von Blüemlisalphorn und Oeschinenhorn
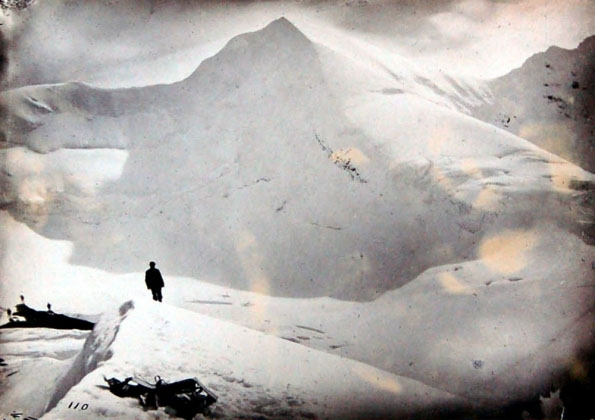
Aufnahme von Jules Beck (1873)
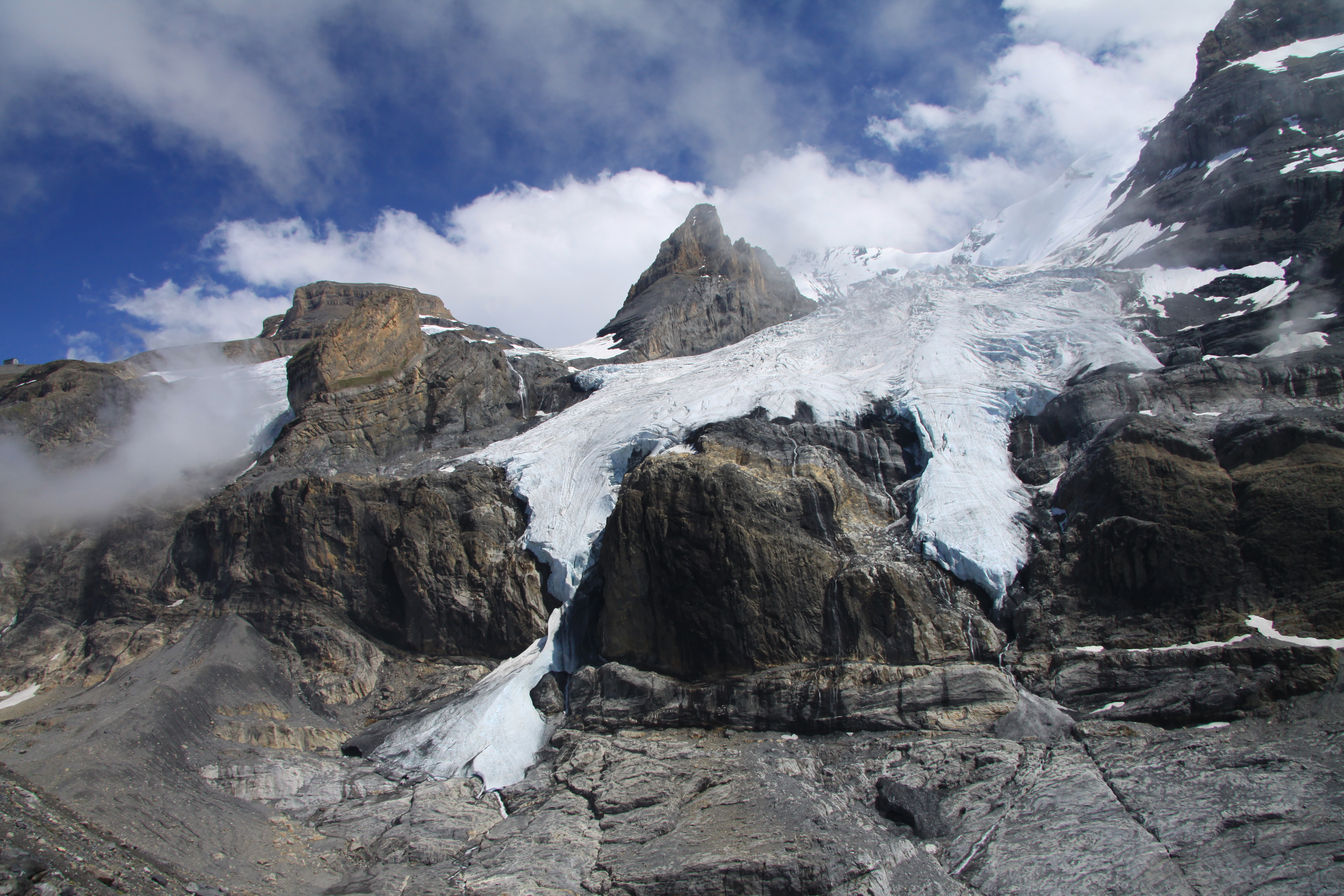
Blüemlisalpgletscher
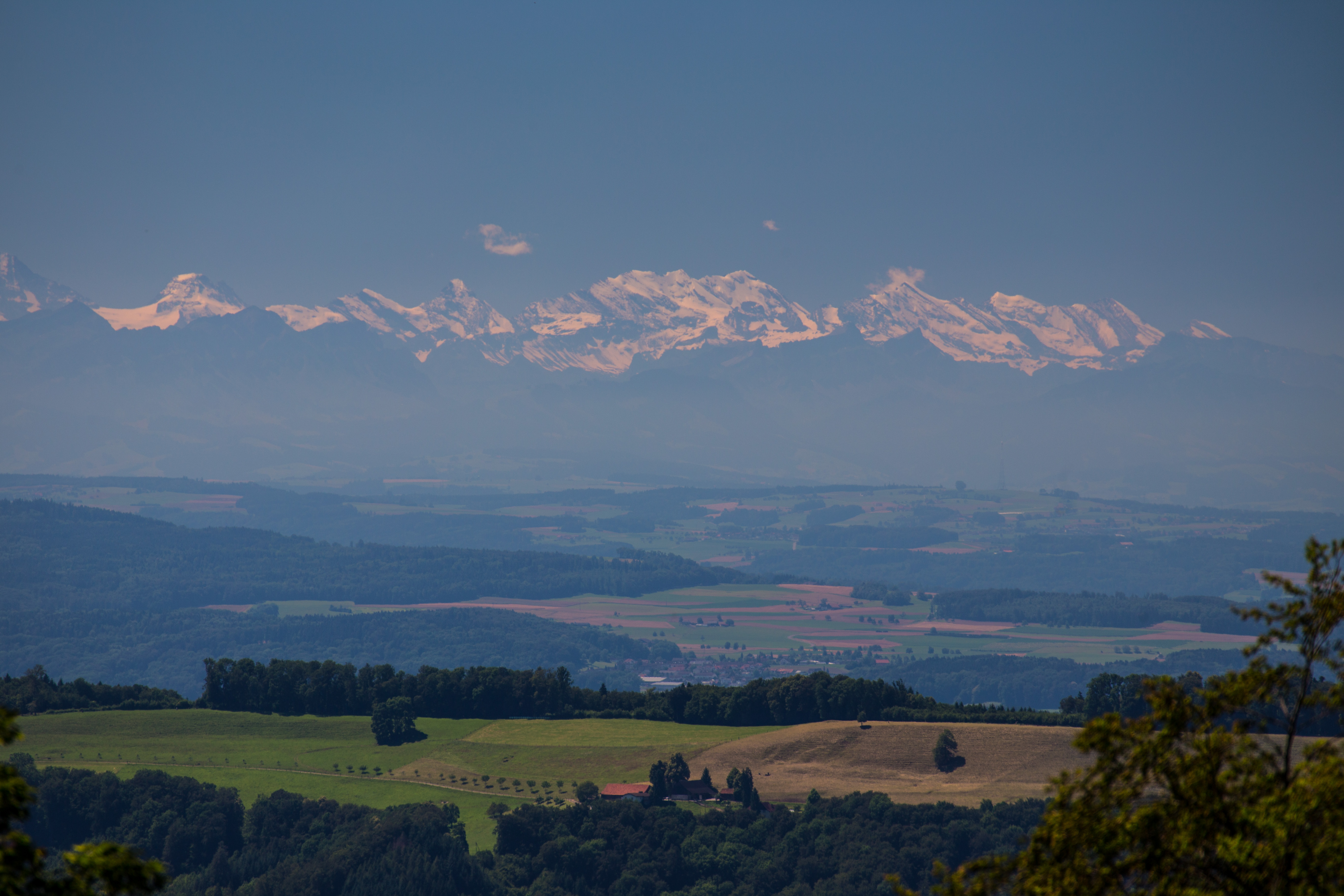
Blüemlisalp (Mitte) von der Lägern aus gesehen (Sichtentfernung 120 km)